# Вольное (Джанкойский район)
Во́льное (до 1945 года — Фрайле́бен; укр. Вільне, крымскотат. Frayleben, Фрайлебен) — посёлок городского типа / посёлок в Джанкойском районе Крыма, центр и единственный населённый пункт Вольновского сельского поселения (Вольновского поселкового совета).

## Население
| 1979  | 1989  | 2001  | 2009  | 2010  | 2011  |
| ----- | ----- | ----- | ----- | ----- | ----- |
| 2798  | ↗3583 | ↘1833 | ↗1973 | ↗2015 | ↗2036 |
| 2012  | 2013  | 2014  | 2015  | 2016  | 2017  |
| ↗2063 | ↘2055 | ↘1969 | ↗1982 | ↘1958 | ↘1947 |
| 2018  | 2019  | 2020  | 2021  |       |       |
| ↘1940 | ↘1937 | ↘1936 | ↗2012 |       |       |

Всеукраинская перепись 2001 года показала следующее распределение по носителям языка
| Язык             | Процент |
| ---------------- | ------- |
| русский          | 70.11   |
| крымскотатарский | 14.68   |
| украинский       | 13.01   |
| другие           | 0.69    |

## Современное состояние
На 2017 год в Вольном числится 1 проспект и 12 улиц; на 2009 год, по данным поссовета, посёлок занимал площадь более 1,1 тысячи гектаров, на которой в 146 дворах проживало около 2 тысяч человек. В посёлке действуют средняя общеобразовательная школа, церковь Александра Невского. Посёлок связан автобусным сообщением с райцентром и соседними населёнными пунктами.

## География
Находится в юго-западной части Джанкойского района, в 25 км от райцентра. В 2,5 км от посёлка проходит железнодорожная магистраль Харьков-Севастополь, а в 5 км — автомобильная трасса Симферополь-Харьков.

## История
Поселение (артель) Авода, или Авойда (ивр. עבודה‎ «труд», «работа») было основано на 1100 десятинах земли выходцами из Джанкоя и колонистами Херсонских колоний в октябре 1923 года. Население составляло 45 человек, артель состояла из 10 членов. Согласно Списку населённых пунктов Крымской АССР по Всесоюзной переписи 17 декабря 1926 года, в артели Авойда Цареквичского сельсовета Джанкойского района, числилось 60 дворов, из них 29 крестьянских, население составляло 146 человек. В национальном отношении учтено: 111 евреев, 26 украинцев, 8 русских, 1 болгарин, действовала еврейская школа. Время принятия названия Рейзендорф пока не установлено. Позднее здесь был организован колхоз «Фрайлебен». Постановлением ВЦИК «О реорганизации сети районов Крымской АССР» от 30 октября 1930 года, был создан Биюк-Онларский район, как немецкий национальный в который включили село, уже как центр Рейзендорфского сельсовета. После образования в 1935 году Тельманского района село, уже как Фрайлебен, включили в его состав. Вскоре после начала отечественной войны часть еврейского населения Крыма была эвакуирована, из оставшихся под оккупацией большинство расстреляны.
На территории посёлка был построен аэродром, который принял первые самолёты в мае 1940 г. Здесь в 1940—1995 гг. базировался авиационный полк ВВС Черноморского флота СССР — 5 Гвардейский Констанцский морской ракетоносный авиационный полк.
После освобождения Крыма от нацистов в апреле, 12 августа 1944 года было принято постановление № ГОКО-6372с «О переселении колхозников в районы Крыма» по которому в район из областей Украины и России переселялись семьи колхозников, а в начале 1950-х годов последовала вторая волна переселенцев из различных областей Украины. Указом Президиума Верховного Совета РСФСР от 21 августа 1945 года Фрайлебен был переименован в Вольное и Фрайлебенский сельсовет — в Вольновский. В послевоенное время вблизи Фрайлебена расположился военный гарнизон Весёлое, который получил своё название от ближайшего села. С 25 июня 1946 года селение в составе Крымской области РСФСР, а 26 апреля 1954 года Крымская область была передана из состава РСФСР в состав УССР. Время упразднения сельсовета и включения в Яркополенский пока не установлено: на 15 июня 1960 года село уже числилось в его составе.
15 февраля 1995 года Вольному присвоен статус пгт и образован Вольновский поссовет. С 12 февраля 1991 года село в восстановленной Крымской АССР, 26 февраля 1992 года переименованной в Автономную Республику Крым. В 1995 году авиаполк морской авиации был расформирован.
Ныне[когда?] в посёлке действуют общеобразовательная школа, лечебная амбулатория, библиотека, Дом культуры, кофе-бар, несколько магазинов, филиал птицефабрики «Дружба народов Нова» (реализует свою продукцию на украинском рынке под популярной торговой маркой «Наша ряба»). В посёлке сооружён памятник воинам-авиаторам и установлены бюсты лётчикам полка — Героям Советского Союза, памятный знак — советский реактивный бомбардировщик.